# Groton (Engeland)
Groton is een civil parish in het bestuurlijke gebied Babergh, in het Engelse graafschap Suffolk. In 2011 telde het civil parish 288 inwoners. De parish omvat de gehuchten Broad Street, Castling's Heath, Gosling Green, Horner's Green en Parliament Heath.
Groton wordt genoemd in het Domesday Book (1086) onder de naam 'Grotena'. Aanvankelijk viel het gebied onder het bestuur van de abt van Bury St. Edmunds, maar bij de ontbinding van de kloosters onder koning Hendrik VIII ging het bestuur over naar de familie Winthrop.
De centrale kerk is gewijd aan de apostel Bartolomeüs en heeft nog sporen uit de 15e eeuw. In de negentiende eeuw werd de kerk geheel verbouwd. In het dorp zijn geen winkels, maar wel een pub. In de gemeente zijn verschillende 'Ancient Woodlands', gebieden die al minstens vier eeuwen bos zijn. De civil parish telt 21 monumentale panden.